# Molí de Baix de Clariana
El Molí de Baix de Clariana és un molí fariner del municipi d'Argençola (Anoia) que forma part de l'Inventari del Patrimoni Arquitectònic de Catalunya. Es conserva l'estança de la part baixa del molí (4X5m.) amb volta de canó la portalada sembla d'època posterior.

## Descripció
És un antic molí fariner situat a prop i a sota mateix de Clariana, a l'esquerra de la riera de Clariana, tot prenen el camí que condueix al dipòsit d'aigua de bombers. A pocs metres es pot observar les restes de la bassa i les seves parets, actualment plenes de vegetació i arbustos. El cup es conserva perfectament i té una profunditat aproximada d'entre 3 i 4 metres. Pel que fa a l'estança del molí, de superfície 4x5 m, romanen encara dretes les parets i la volta de canó. Així mateix hi romanen, encara, la mola sotana o fixa i la mola volandera. Per l'indret on està situat i l'estat mínim de conservació que presenta mereix una atenció especial.